# فهرست مبتلایان به سیفلیس
برخی از شخصیت‌های معروف تاریخی با روش تشخیص عقب‌گرد مشکوک به ابتلا به سیفلیس هستند و حتی مرگ برخی از آن‌ها را مربوط به بیماری سیفلیس می‌دانند. شخصیت‌هایی همچون شارل هشتم، ارنان کورتس، آدولف هیتلر، بنیتو موسولینی مشکوک به ابتلا به سیفلیس یا بیماری‌های آمیزشی دیگر بوده‌اند. 